# Bløde løg
Bløde løg er resultatet af en måde at tilberede løg på. 
De pillede løg skæres i skiver, som steges på en pande i lidt margarine, smør eller madolie. En variation er søde el. karameliserede bløde løg, som opnås ved at smelte lidt sukker på panden først og lade det bruse op inden feststoffet smeltes, hvorefter løgene hældes på. 
Bløde løg anvendes som tilbehør til mørbradbøf, hakkebøf, bøfsandwich, flæskestegssandwich, lun leverpostej  m.m.
Alle former for spiselige løg kan anvendes.